# 西川純 (日本赤軍)
西川 純（にしかわ じゅん、1950年8月8日 - ）は、日本のテロリスト、日本赤軍元メンバー。

## 人物
京都産業大学入学。
1974年9月13日、奥平純三と共にハーグ事件に参加。1975年に逮捕されたが、同年に起こったクアラルンプール事件で超法規的措置で釈放・出国。
1977年9月28日のダッカ日航機ハイジャック事件にも関与し、国際手配される。
1997年11月12日、潜伏先のボリビアで拘束され、国外退去処分を受けた。11月18日、サンタクルスから日本に帰国した際に新東京国際空港で逮捕された。検察からハーグ・ダッカの両事件で起訴された。弁護側はハーグ事件では拳銃を発砲した奥平純三との共謀を否定し、殺人未遂罪の無罪を主張した。
2007年3月30日の判決で、東京地裁は日本赤軍のテロ事件を「政治的主張実現のため他人の生命や身体の安全を顧みず、暴力的手段に訴えることをいとわない反社会的行為」と断じ、無期懲役を言い渡した。初公判から地裁判決まで32年が経過していた。地裁はハーグ事件で「拳銃で人質を脅迫、監視するなど不可欠な役割を担った」として警察官に拳銃を発砲した奥平純三との共謀を認定して殺人未遂罪で有罪としたが、東京地検の主張する重信房子（懲役20年）との共謀を認めなかった。控訴審では弁護側は西川がハーグ事件では殺人未遂を否認し、ダッカ事件当時はベイルートにいたとするパレスチナ民族評議会のアリバイ証言を提示したが、2008年10月28日に東京高裁はアリバイについては「乗務員の証言から実行犯であることは明らか」と退け、「リーダー格の丸岡修を補佐する重要な役割を果たした」と認定して、無期懲役判決を維持。西川は上告したが、最高裁第1小法廷は2011年9月12日付けで上告を棄却する決定を出し、無期懲役が確定した。
2025年現在、熊本刑務所に収監されている。